# 加爾各答黑洞

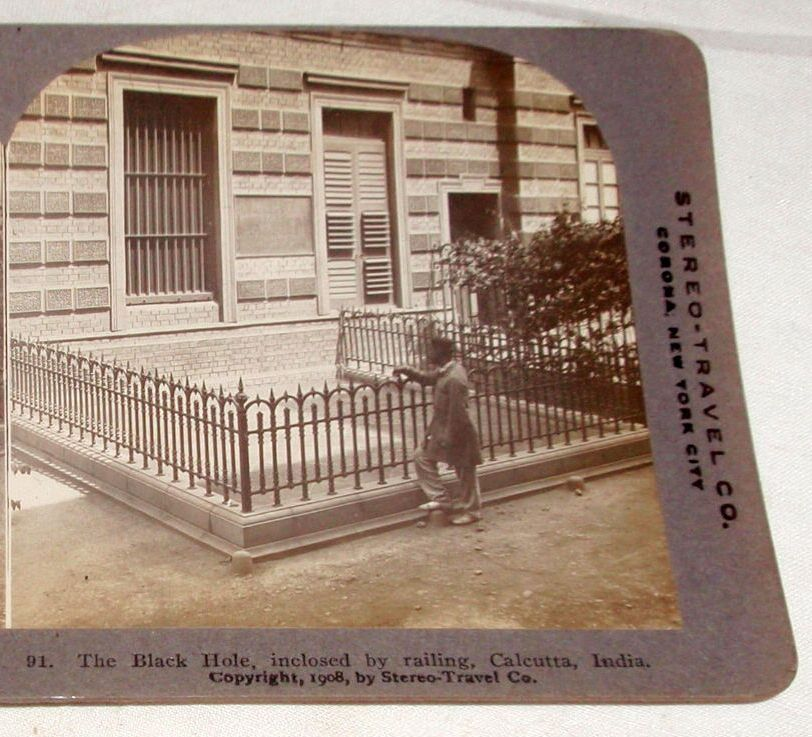
加爾各答黑洞舊址

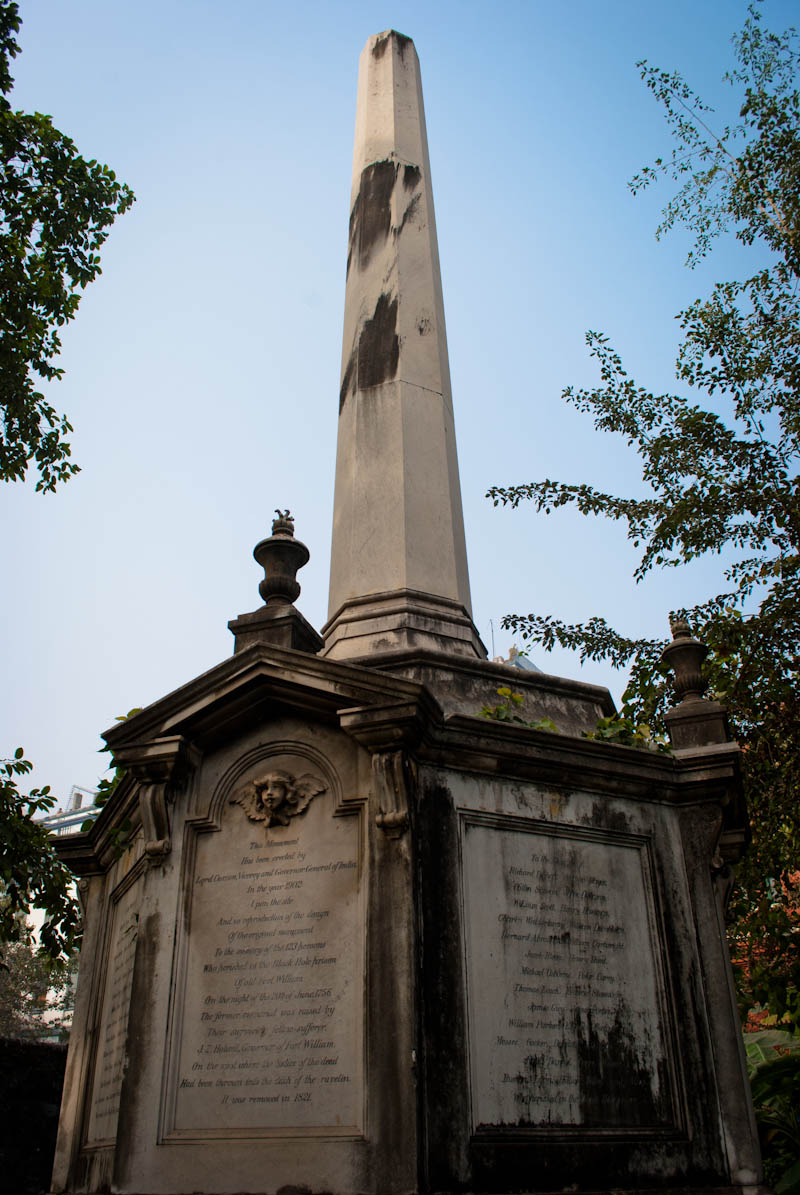
加爾各答的黑洞紀念碑

加爾各答黑洞是座法國於1756年6月間，在孟加拉倉促建立，用來監禁英國俘虜的場所，是威廉堡一間環境極為惡劣普通小土牢，面積只有14乘18英呎見方 (4.3 × 5.5 m)。1756年6月20日，監禁於此的146名英國人與印度傭兵中有123人窒息身亡
，引起了國際爭論。該事件，亦為英法爭奪印度半島殖民利益，發生的糾紛爭戰中，著名的歷史事件之一。
因為此事件，黑洞成為牢房的代名詞。不過根據史學家後來研究，該事件死亡人數數目仍有爭議。在如此狹小的空間是否能容納140餘名戰俘一直受到後世學者的質疑。